# Pontiera
Pontiera (in croato Puntera) è una frazione di 118 abitanti del comune croato di Barbana, appartenente alla Regione Istriana.

## Geografia fisica
L'abitato di Pontiera sorge su uno degli ultimi promontori della valle dell'Arsa, provocato dall'incisione del rio Sali a nord e della Val Canela a sud: in questo tratto la valle ha un andamento nord-sud, con anse e promontori modellati dal vento che vi si affacciano. Da Pontiera si diparte un ripido sentiero che raggiunge il fondovalle, dove un tempo arrivava il mare, oggi ritiratosi in seguito ai depositi alluvionali dell'Arsa (Raša), che in duemila anni ne hanno prolungato il letto di otto chilometri e ristretto l'ampio canale.

## Storia
Il paese ha una struttura molto dispersiva, conservando una struttura di carattere agricolo con rade case in calcare racchiuse in cortili (Dvori), come usano le popolazioni slave. Alla fine del secolo XII, infatti, su questa terra, dapprima disabitata, si insediarono genti slave provenienti dall'entroterra danubiano e dalla Carniola, che la costruirono sulle basi di un castelliere preistorico, di cui solo oggi si sono trovate le vestigia. Proprio a ridosso della prima cinta muraria del castelliere, nel sito detto Prešenik, si trovava una necropoli, che venne completamente distrutta rendendone impossibile la collocazione temporale. Alla fine del paese si trova la chiesa della SS. Trinità, una cappella con pianta rettangolare, navata unica e abside semicircolare inscritta, con un campaniletto a vela, monoforo, con una campanella.

Sul fondo della vallata, si trovava il Carigador di Pessacco (Pisk), una banchina formata da blocchi di pietra trattenuti da una palizzata di legno conficcata sul letto del canale, dove si stivavano e si imbarcavano i prodotti locali, come il grano, il bestiame, il sale, il vino e il legname. Lo scalo funzionò fino all'inizio della prima guerra mondiale, grazie ad un traghetto che collegava le due sponde del canale. I magazzini e il piccolo villaggio con le saline, che sorgevano attorno al Carigador sono stati abbandonati a causa della malaria, dunque oggi versano in stato di abbandono, insieme alla chiesetta di Santa Fosca.

## Società

### Evoluzione demografica
| 1948 | 1953 | 1961 | 1971 | 1981 | 1991 | 2001 | 2011 |
| 218  | 229  | 224  | 195  | 169  | 158  | 134  | 118  |